# Pomacentrus tripunctatus
Pomacentrus tripunctatus és una espècie de peix de la família dels pomacèntrids i de l'ordre dels perciformes.

## Morfologia
Els mascles poden assolir els 7,5 cm de longitud total.

## Distribució geogràfica
Es troba a Sri Lanka, Mar d'Andaman, Indonèsia, Salomó i Vanuatu.